# Metodi I de Constantinoble
Metodi I de Constantinoble o Metodi Confessor (grec antic: Μεθόδιος Ὀμολογέτα; llatí: Methodius Confessor) va ser patriarca de Constantinoble de l'any 843 al 846. És venerat com a sant per les Esglésies Ortodoxa i Catòlica.
Era nadiu de Siracusa on va néixer al final del segle viii. De jove va anar a Constantinoble on va ser ordenat i va donar la seva propietat a l'Església i als pobres. Va viure per un temps a un convent a l'illa de Quios. Era partidari del culte a les imatges i en contra de les mesures de Lleó V l'Armeni. Se'n va anar a Roma, no retornant a Grècia fins a la mort de Lleó el 820.
Cap a l'any 821 el patriarca de Constantinoble< el va designar com a enviat davant el papa Pasqual I (817-824). Aquest el va enviar a l'emperador Miquel el Tartamut amb una carta per persuadir-lo de ser menys hostil amb els ortodoxos, i això va ofendre Miquel (devia ser cap a l'any 821) que va fer fuetejar Metodi cent vegades i després el va abandonar a una de les illes de la Propòntida, on hauria mort de gana si no hagués estat per un pescador que el va trobar i el va salvar portant-li petites racions de menjar (pa i peix)
Va ser a l'illa alguns anys fins que l'emperador Teòfil, successor de Miquel (829) el va cridar i el va acollir al seu propi palau. En poc temps va obtenir influencia a la cort però la seva ortodòxia va fer que fos fuetejat per segona vegada i enviat altre cop a l'illa, però aquesta vegada va ser per menys temps. Cridat altre cop per Teòfil el va acompanyar a la seva campanya contra els àrabs (l'emperador no el volia deixar a la capital); va rebre diverses acusacions, la més greu la d'haver fornicat amb una cortesana que va declarar que estava prenyada del sacerdot. Metodi es va poder justificar.
Teòfil va morir el 842 i el va succeir la seva vídua Teodora en nom del fill infant Miquel III. Teodora era partidària del culte a les imatges i es va unir a Metodi al que va fer elegir patriarca de Constantinoble el 842 o començaments del 843. Va exercir fins a la seva mort el 14 de juny del 846 i en tots aquestos any es va dedicar a suprimir la iconoclàstia i restaurar el culte de les imatges.

## Obres
Va escriure nombroses obres entre elles:
- 1. Encomium S. Dionysiï Areopagitae. Fabricius planteja que aquesta obra podria ser un plagi d'una altra amb el mateix títol d'un monjo anomenat Hilduí.
- 2. Oratio in eos qui dicunt : Quid profuit Filus Dei Crucifrxus?.
- 3. De Occursu Simeonis et Annae in Templo, et de Deipara.
- 4. In Ramos Palnarum.
- 5. Encomium S. Agathae Virginis et Martyris.
- 6. Canones Poenitentiales.
- 7. Constitutio de iis qui diverso Modo, &c., ad fidem Christianam revertantur.
- 8. Tres versus Iambici ad Theodorum et Theophanem graptos, tribus illis quos ad ipsum mriserant Responsorii.[1]